# Acanthosicyos
Acanthosicyos là một chi thực vật có hoa trong họ Cucurbitaceae.

## Hình ảnh

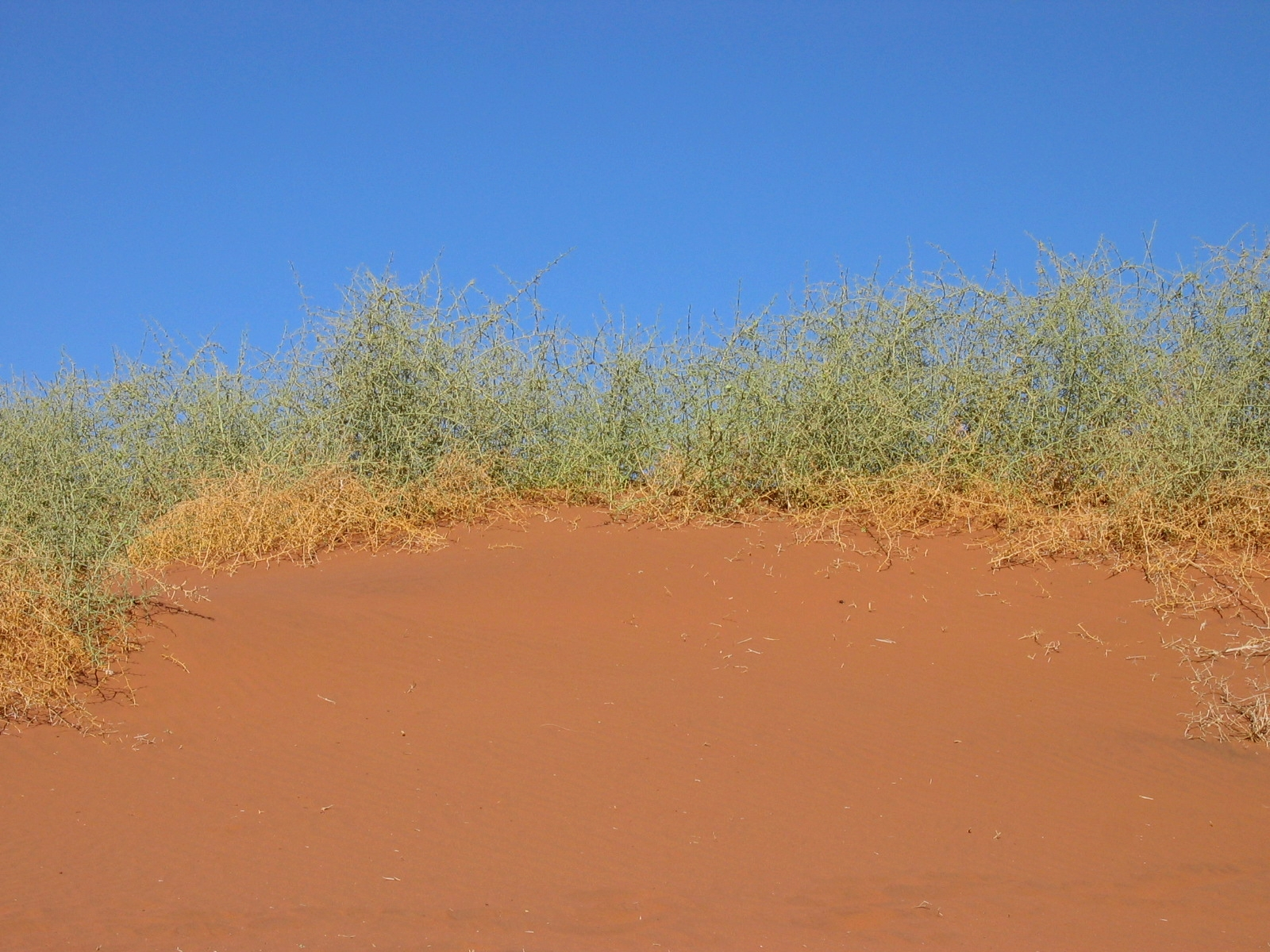
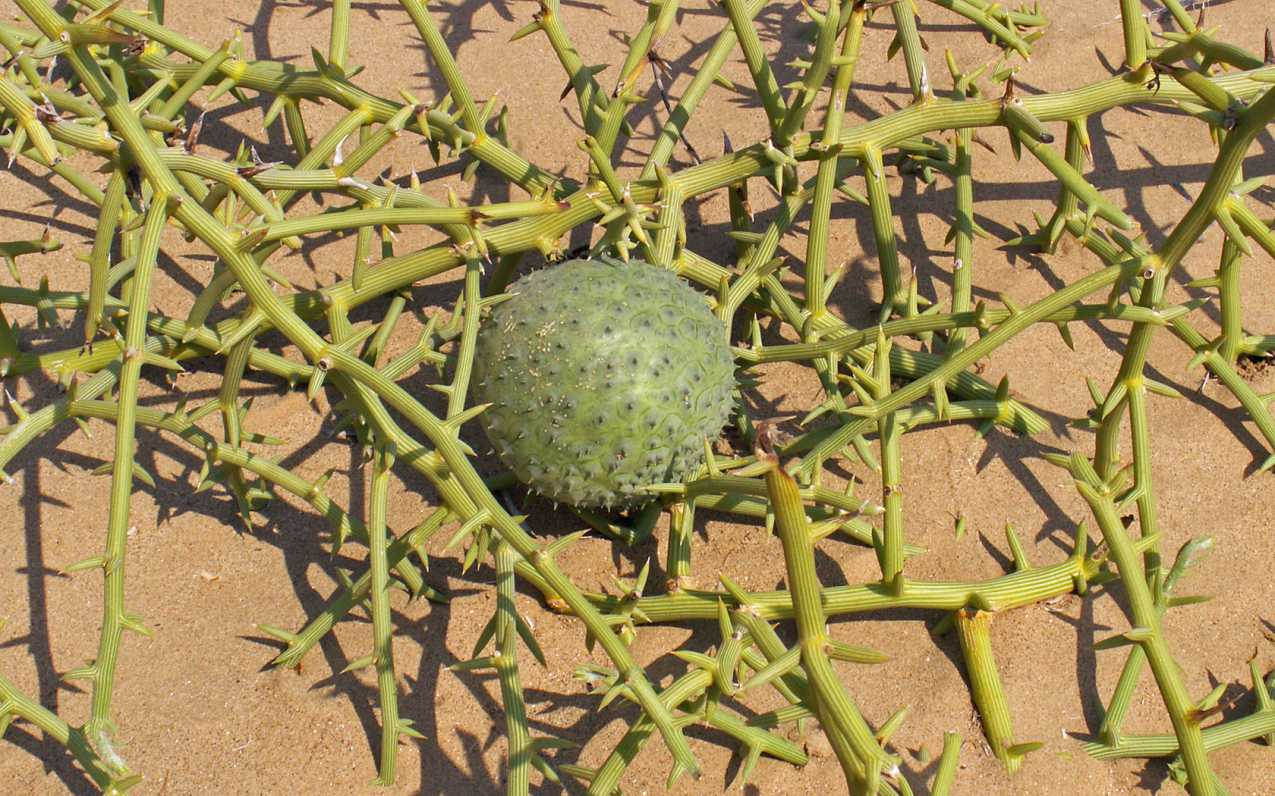
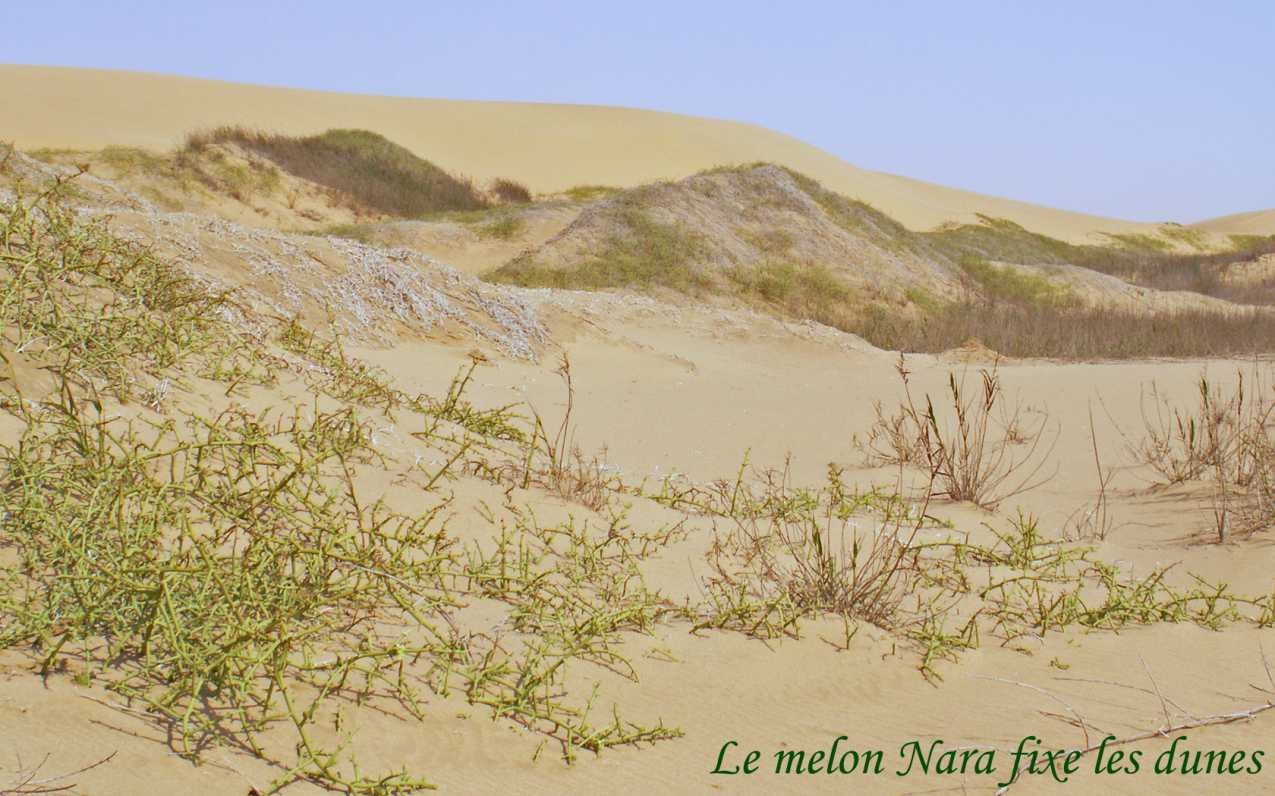

## Loài
Chi Acanthosicyos gồm các loài: